# Farley-Archiv
Ein Farley-Archiv ist eine Sammlung von Aufzeichnungen von Politikern über Personen, die sie bereits einmal getroffen haben.
Der Begriff geht zurück auf James Aloysius Farley, den Wahlkampfmanager von Franklin Delano Roosevelt. Farley legte ein Archiv mit Daten über alle Personen an, denen Roosevelt begegnet war. Falls ein zweites Treffen zustande kam, wurde vorher die Akte studiert. Roosevelt konnte also etwa auf die Verlobte, auf Kinder und ihr Alter eingehen – also auf alles, was vielleicht Bestandteil früherer Gespräche war oder was Farley sonst über die Personen herausgefunden hatte, so unbedeutend es auch sein mochte. Dieses Wissen gab Roosevelt die Aura eines Vertrauten. 
Heutzutage sind Farley-Archive bei Politikern und Geschäftsleuten weit verbreitet.